# Carlos Arroyo Ayala
Carlos Arroyo Ayala (Alcorcón, Comunidad de Madrid, España, 16 de febrero de 1966) es un exfutbolista español. Jugó en Primera División de España con el Valencia Club de Fútbol durante 12 años, acabando su carrera deportiva en el Villarreal en segunda división, donde consiguió el ascenso de categoría.

## Trayectoria
- Cantera Agrupación Deportiva Alcorcón
- C.D.Mestalla
- 1984-96 Valencia Club de Fútbol
- 1996-98 Villarreal Club de Fútbol